# Andrej Logar
Andrej Logar, slovenski veleposlanik in politik, * 1951.
Večkratni veleposlanik (Danska, Norveška, Litva in Islandija) in vodja stalnega predstavništva Republike Slovenije v rangu veleposlanika pri Uradu Združenih narodov v Ženevi in drugih mednarodnih organizacijah (Svetovna trgovinska organizacija in Konferenca o razorožitvi) ter veleposlanik pri OZN v New Yorku. Dvakrat je opravljal naloge državnega sekretarja Ministrstva za zunanje zadeve in druge visoke funkcije znotraj MZZ. Kot stalni predstavnik Republike Slovenije v sistemu OZN je opravljal vrsto nalog povezanih z delom te organizacije. Med drugim je bil predsednik 2. odbora Generalne Skupščine OZN, vodil vsebinske priprave za prvo svetovno konferenco o staroselcih in bil predsedujoči socialnemu forumu OZN.
Med 1. oktobrom 2003 in 3. decembrom 2004 ter 1. avgustom 2017 in 13. septembrom 2018 je bil državni sekretar Republike Slovenije na Ministrstvu za zunanje zadeve Republike Slovenije.
Od leta 2019 do 2021 je do upokojitve opravljal tudi naloge vodenja mednarodne organizacije ICPE s sedežem v Ljubljani.